# Jón Ólafsson da Grunnavík
Jón Ólafsson da Grunnavík (Jón Ólafsson frá Grunnavík, conosciuto anche come Jón Grunnvíkingur o Grunnavíkur-Jón) (1705 – 1779) è stato un letterato islandese.
Originario della baia di Grunnavík, nella regione dei Vestfirðir, fu attivo a Copenaghen, dove era assistente di Árni Magnússon.
Fu autore di un dizionario di Lingua islandese e del Runologia, un trattato sulla Runologia.
Nell'incendio di Copenaghen del 1728, il manoscritto originale della Heiðarvíga saga fu perduto insieme a una copia più recente di Jón Grunnvíkingur, che scrisse un riassunto della saga a memoria, l'unica forma in cui la saga sopravvive ancora oggi.
Il personaggio di Jón Grindvicensis nella novella storica Iceland's Bell di Halldór Laxness è basato su Jón Grunnvíkingur.